# Earl Silas Tupper
Earl Silas Tupper (* 28. Juli 1907 in Berlin, New Hampshire; † 5. Oktober 1983 in Costa Rica) war ein US-amerikanischer Erfinder und Gründer des nach ihm benannten Tupperware-Konzerns.

## Leben
Tupper wurde auf einer kleinen Familienfarm in Berlin (New Hampshire), USA geboren. Sein Vater Earnest Leslie Tupper arbeitete auf der Farm und seine Mutter Lulu Clark Tupper half in einem Waschhaus und einer Pension aus. Tupper schloss 1925 die Schule ab und arbeitete anschließend auf der Familienfarm mit. Nach einiger Zeit machte er sich selbständig; seine Firma ging 1936 pleite. Anschließend arbeitete er zwei Jahre bei dem Chemieunternehmen DuPont.
Mit seiner Earl S. Tupper Company stellte er ab 1938 Kunststoffprodukte her und vertrieb sie zunächst im Einzelhandel. Brownie Wise, die dies bemerkte, kam auf die Idee, Tupperware von da an via Tupperpartys von Haus zu Haus zu vermarkten. Sie schlug Earl Tupper vor, seine Produkte aus dem Einzelhandel zu nehmen und diese ab sofort nur noch über Direktmarketing zu veräußern. Somit ermöglichte sie in den 1950er-Jahren Hausfrauen, ins Berufsleben einzusteigen. Earl und Brownie bauten ab 1951 den weltweiten Vertrieb seiner Kunststoffprodukte auf. Bevor Tupper sich 1958 aus dem aktiven Geschäft zurückzog, verkaufte er das Unternehmen. Earl Tupper starb 1983 in Costa Rica.

## Werk
Schon als Kind machte Tupper etliche Erfindungen. Später experimentierte er mit Polyethylen und entdeckte ein Material, das flexibel und durchsichtig, aber weder spröde noch porös war. Außerdem erfand er einen Deckel, mit dem man eine Plastikdose luft- und wasserdicht verschließen kann. Diese Erfindung ließ er sich 1949 patentieren.